# 마리아 보르즈스
마리아 보르즈스(Maria Borges, 1992년 10월 28일 ~ )는 앙골라의 모델이다.